# Uncicauda testacea
Uncicauda testacea är en bäcksländeart som först beskrevs av Vera 2006.  Uncicauda testacea ingår i släktet Uncicauda och familjen Gripopterygidae. Inga underarter finns listade i Catalogue of Life.